# Oskar Baumgarten (Politiker)
Oskar Baumgarten (* 24. September 1908 in Ritzelshof; † 25. Oktober 1990) war ein deutscher Politiker (CDU) und Abgeordneter des Hessischen Landtags.

## Ausbildung und Beruf
Oskar Baumgarten besuchte nach der Volksschule die landwirtschaftliche Fachschule und arbeitete danach als selbständiger Landwirt. Oskar Baumgarten war ab 1954 fast 30 Jahre lang Kreislandwirt. Er war Mitglied des Vorstands und des
Präsidiums des Hessischen Bauernverbandes. Daneben war er in vielen Gremien des landwirtschaftlichen Berufsstandes aktiv.

## Politik
Oskar Baumgarten trat 1952 in die CDU ein. Kommunalpolitisch engagierte er sich als Mitglied des Kreistags des Kreises Fulda sowie ab 1972 im Gemeindevorstand der damals neugebildeten Gemeinde Ebersburg. Im Hessischen Landtag war er zwei Wahlperioden lang, vom 1. Dezember 1962 bis zum 30. November 1970, Abgeordneter.

## Ehrungen
- 1969: Verdienstkreuz 1. Klasse der Bundesrepublik Deutschland